# ATF Dingo
El ATF Dingo (siglas en alemán de Allschutz-Transport-Fahrzeug, que se puede traducir como Vehículo de Transporte con Protección Total) es un vehículo blindado alemán para uso militar. Está basado en un chasis Unimog y es fabricado por la compañía Krauss-Maffei. Está diseñado para resistir explosiones de minas terrestres, fuego de armas ligeras, fragmentos de artillería y amenazas ABQ (Atómica-Biológica-Química).

## Armamento
El armamento estándar del Dingo consiste en una torreta con una ametralladora MG3 de 7,62 mm disparada mediante control remoto desde el interior.
Esta arma puede ser reemplazada por una ametralladora M2 de 12,7 mm o por un lanzagranadas automático Heckler & Koch GMG.

## Operadores
- Austria-Fuerzas Armadas de Austria

145 Dingo 2
- Bélgica-Ejército Belga

220 Dingo 2
- Alemania-Bundeswehr y la Policía Federal Alemana (565)

147 Dingo 1 y 240 Dingo 2 (fin de entregas en 2011), y otros 98 Dingo 2 (50 vehículos de patrulla y 48 de versión battledamage-repair) que fueron encargados en junio de 2008, más otros 80 Dingo 2 que fueron encargados como plataforma para radar de vigilancia terrestre en julio de 2006. Actualmente hay 147 Dingo 1, 247 Dingo 2 y varios pedidos de Dingo 2 y Dingo 2 A3.
- Luxemburgo-Ejército de Luxemburgo

48 Dingo 2
- República Checa-Ejército checo

21 Dingo 2
- Noruega-Ejército Noruego

20 Dingo 2 A3
- Pakistán-Ejército de Pakistán

20 Dingo 2
- Irak-Ejército iraquí y Peshmerga

20 Dingo 1
- Catar-Ejército de Catar

20 Dingo 2
- Ucrania-Fuerzas Terrestres de Ucrania

80 Dingo 2

## Galería

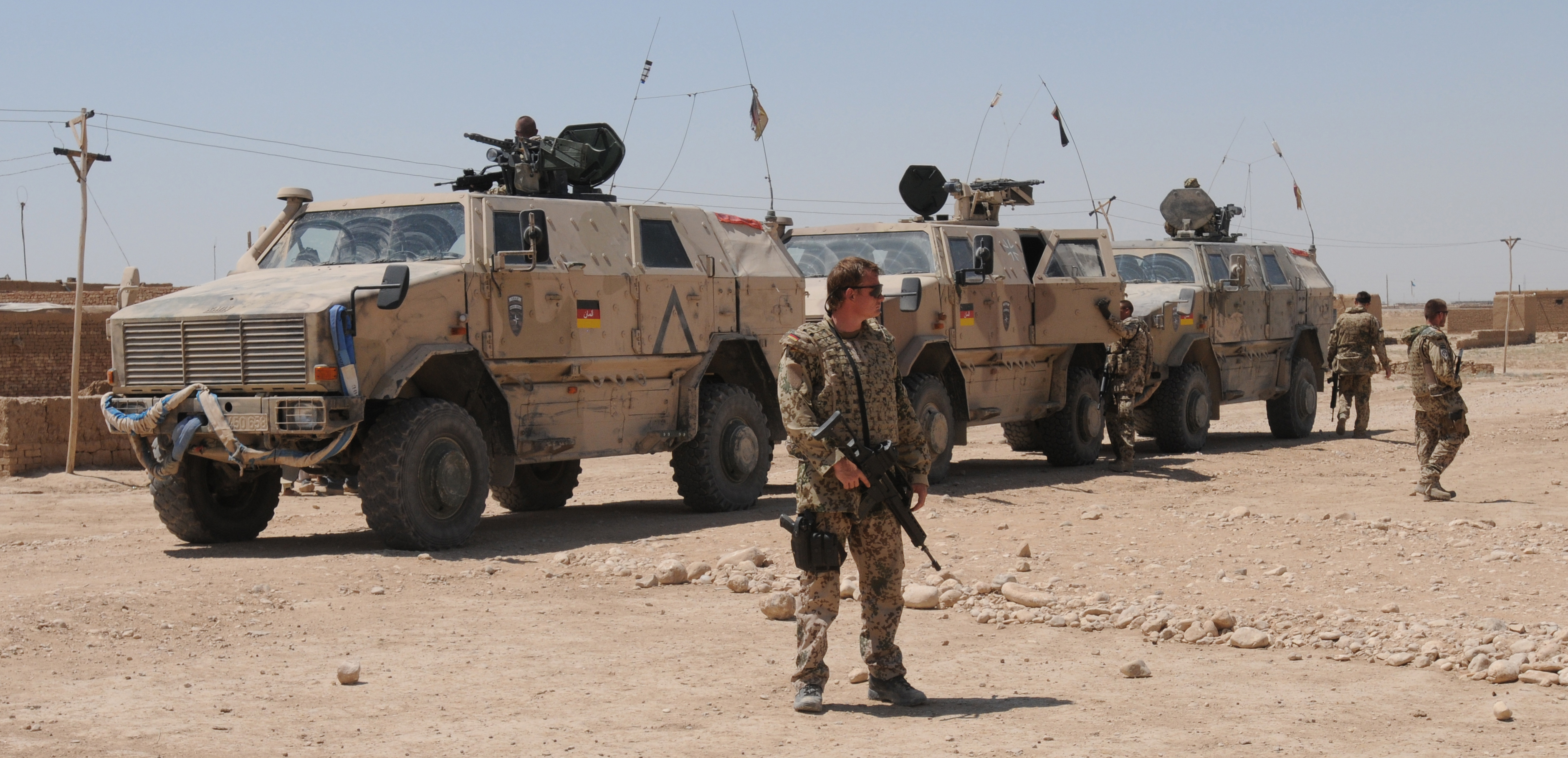
Dingos del ejército alemán en Afganistán.
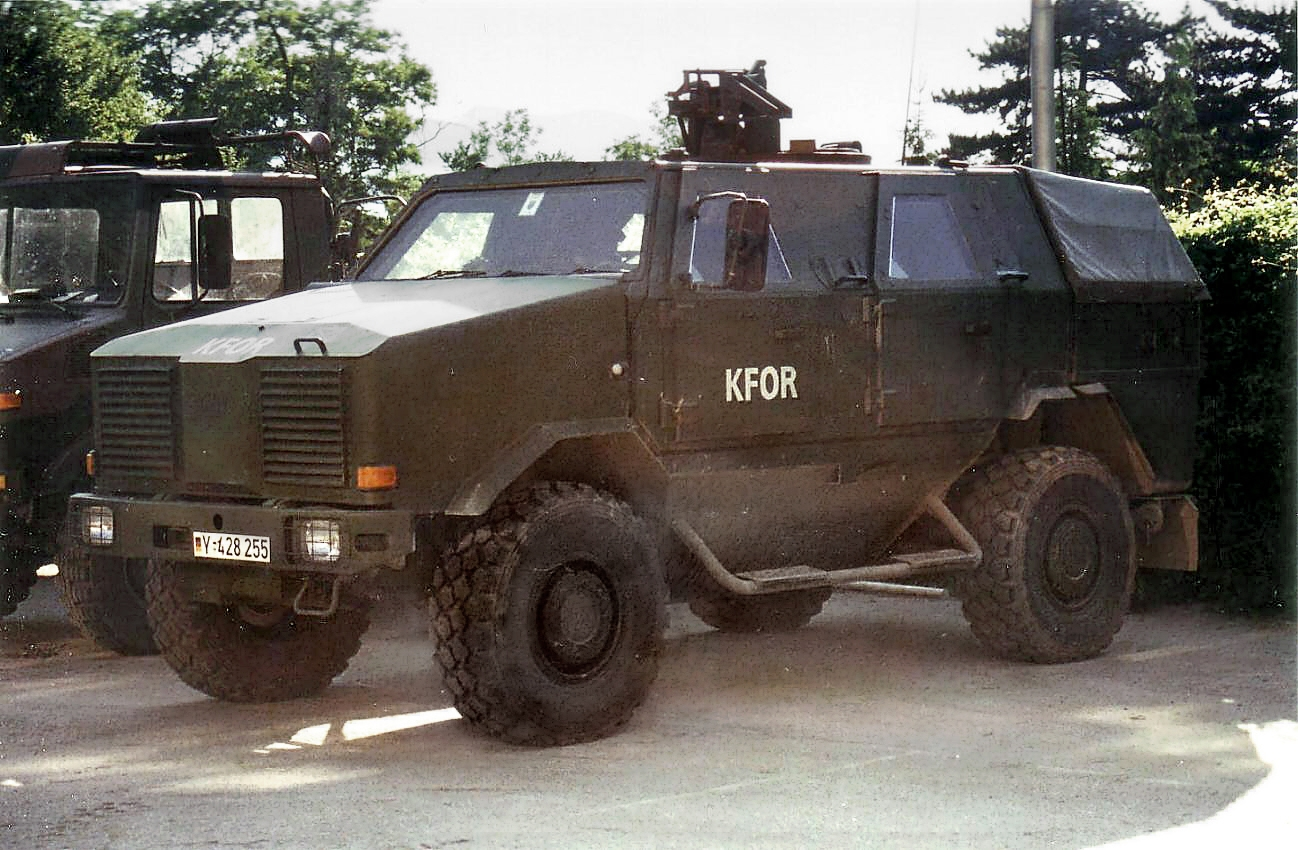
ATF Dingo 1 del Ejército Alemán desplegado en Kosovo.
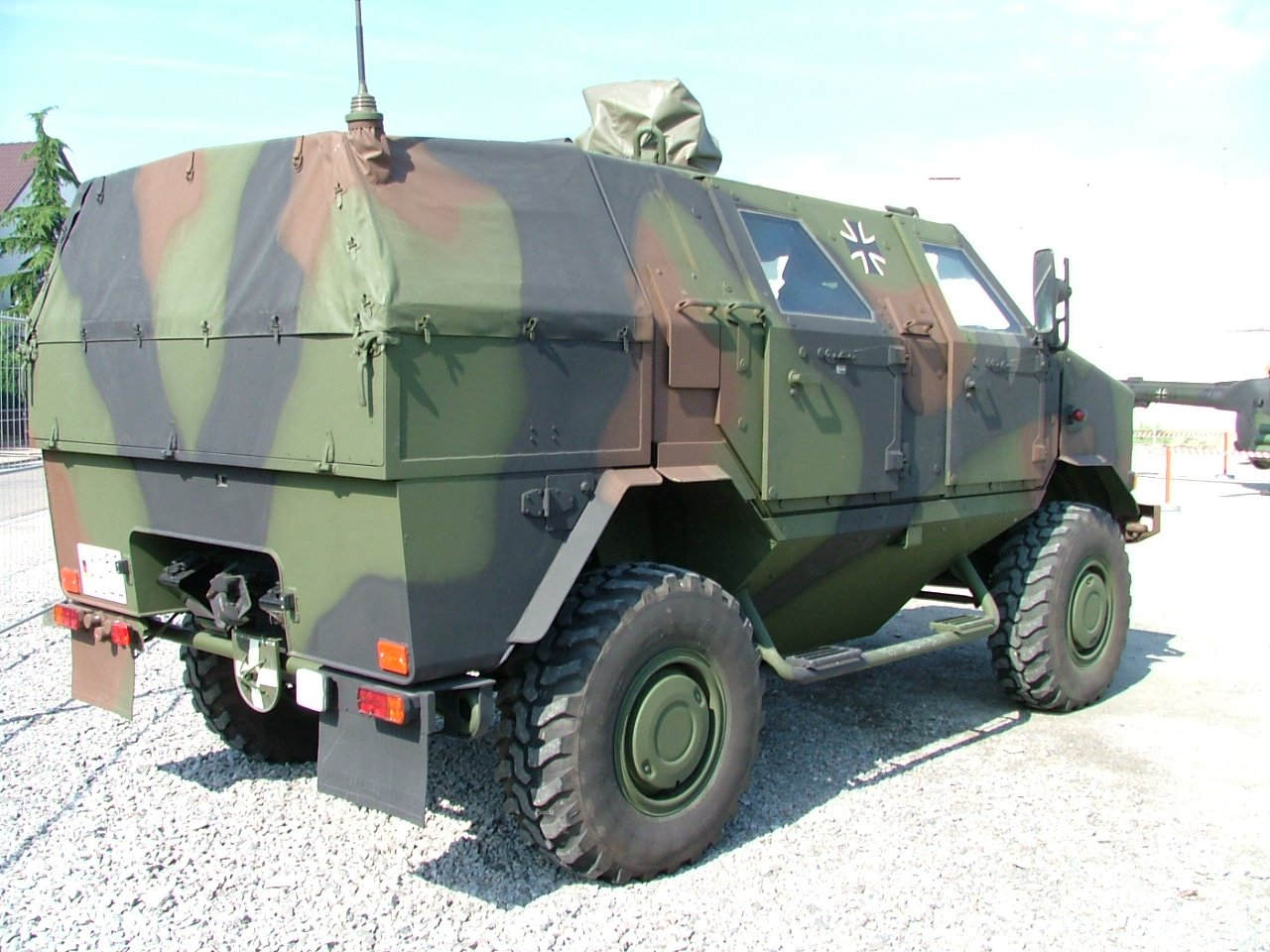
Vista trasera del Dingo 1 del ejército alemán.
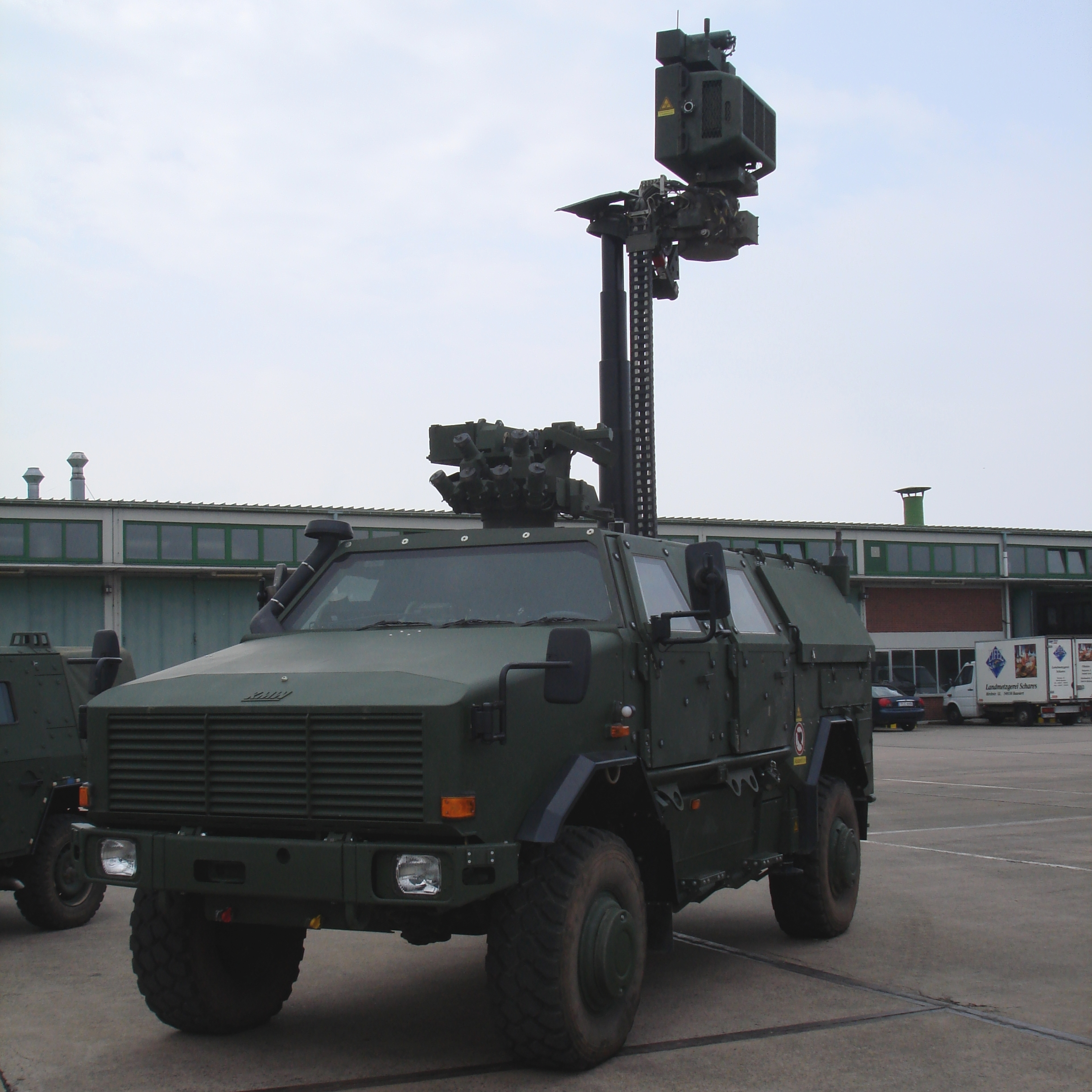
Dingo 2 alemán con radar de vigilancia terrestre (BÜR)
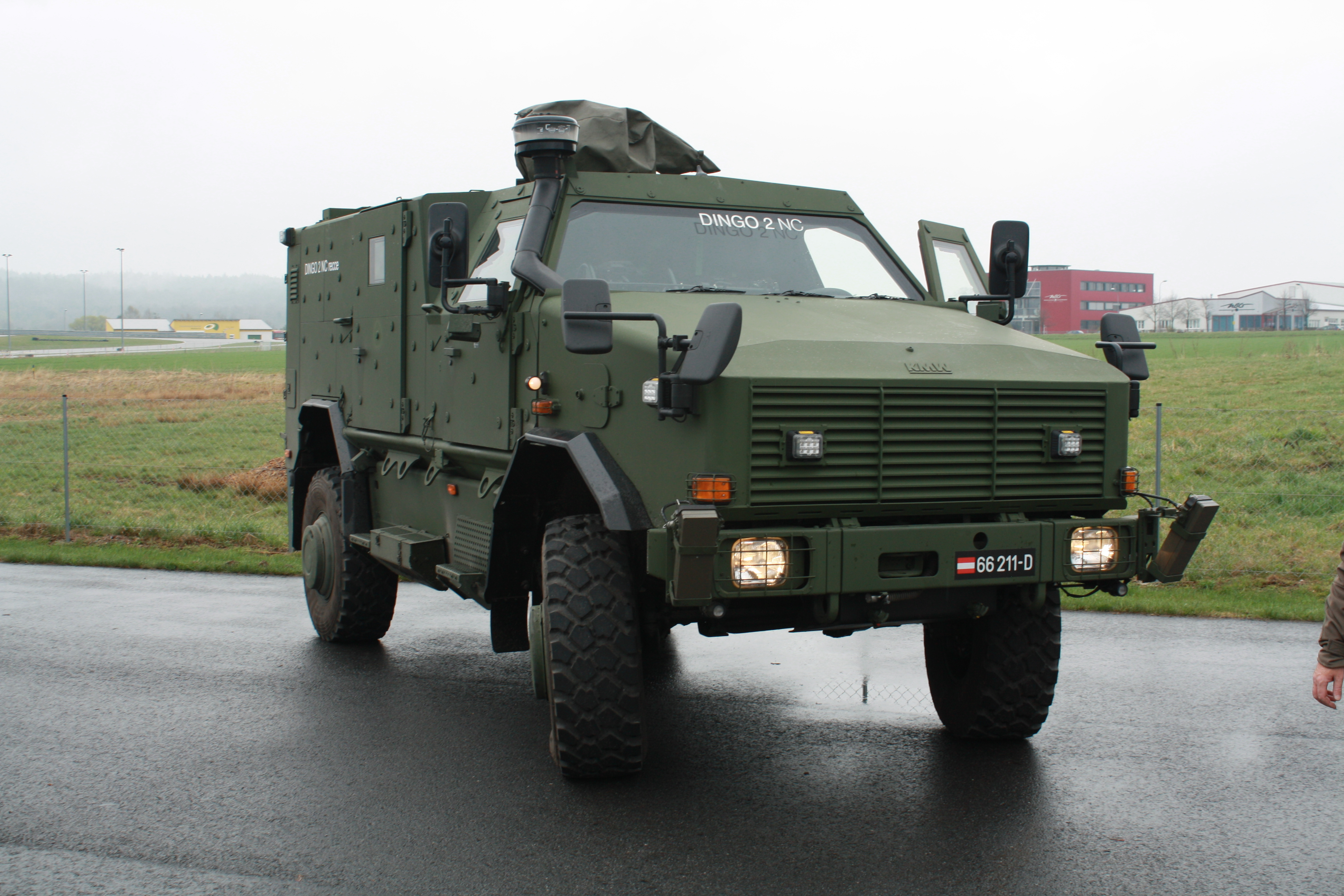
Dingo austríaco 2 NC
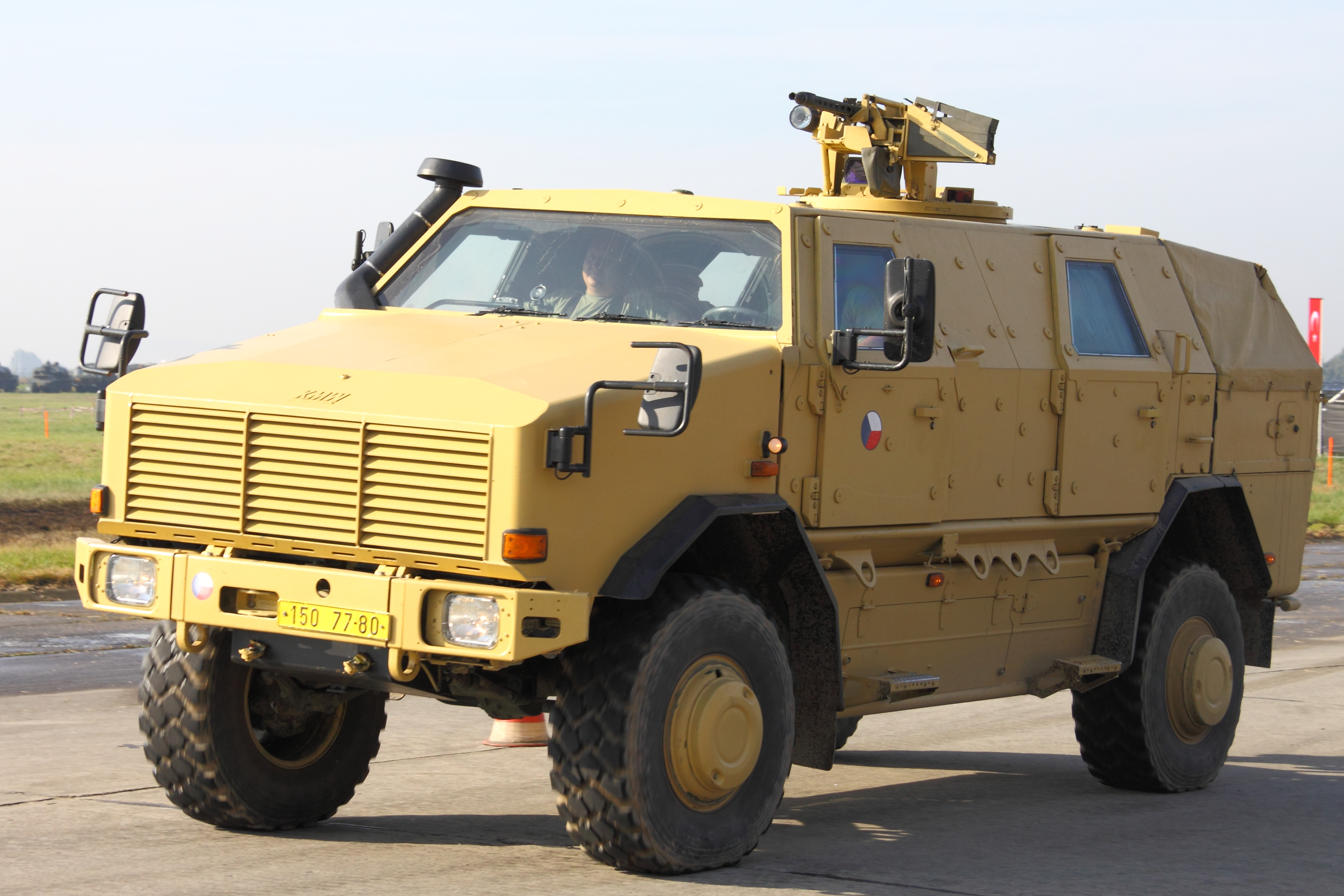
Dingo checo 2 A2
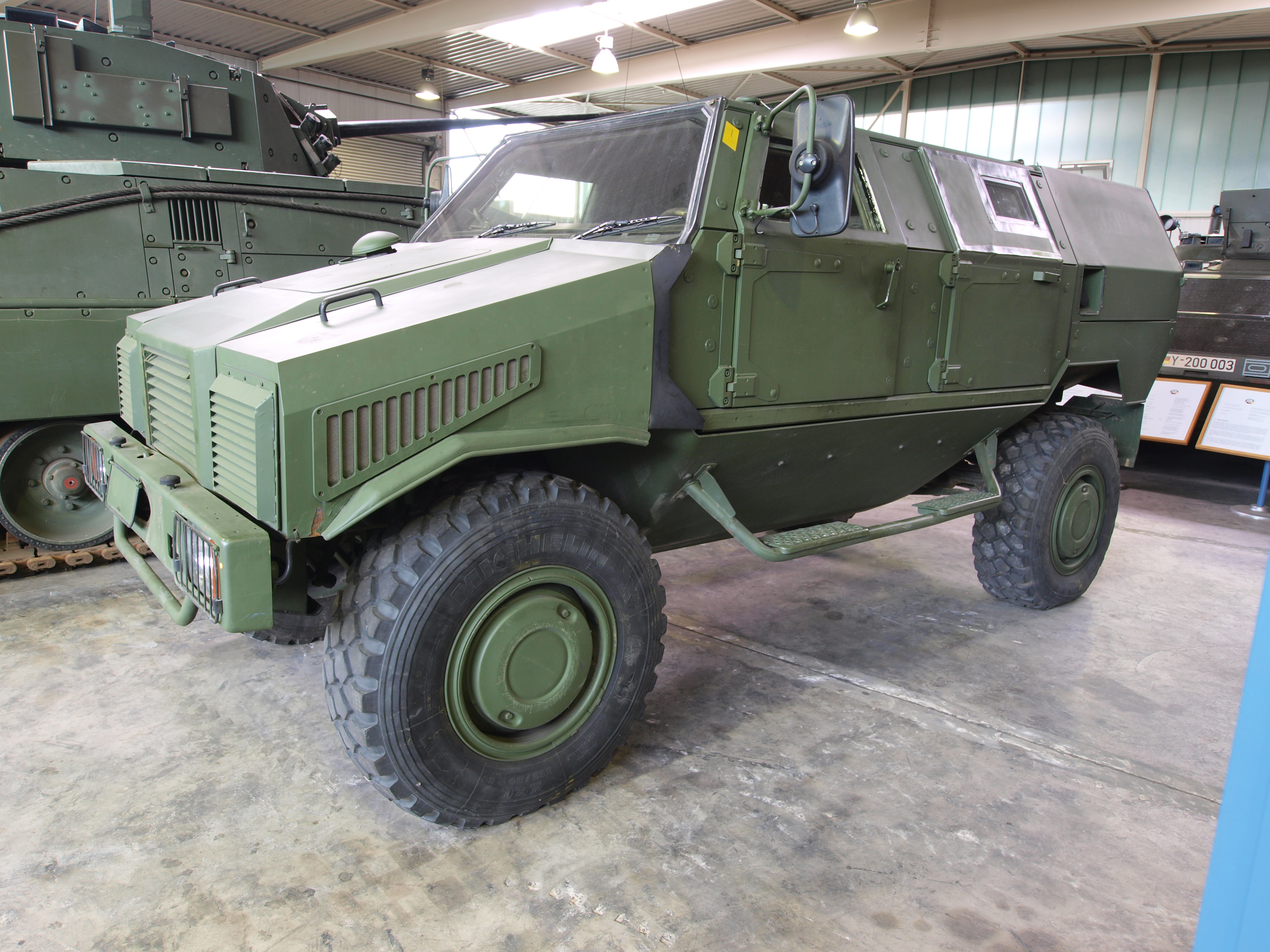
Prototipo Dingo (Dingo WTS)